# حباب‌ماهی
حباب‌ماهی (نام علمی: Psychrolutes marcidus) نام یک گونه از تیره ماهیان کله‌گنده است. این ماهی ساکن آب‌های عمیق در حوالی سواحل سرزمین اصلی استرالیا، تاسمانی و همچنین نیوزیلند است.
بدن این ماهی بر خلاف اغلب ماهی‌ها دارای کیسه شنا برای شناور ماندن در آب نیست ولی در عوض بدنش چگالی کمتری از آب دارد و همین ویژگی به او کمک می‌کند تا بدون تلاش خاصی در نزدیکی بستر دریا شناور بماند و مانند بسیاری از شکارچیان هم روش خود بی‌حرکت منتظر می‌ماند تا طعمه یا چیز قابل خوردنی به او نزدیک شود تا آن را به داخل دهان خود بکشد.
حباب‌ماهی معمولاً طولی کمتر از ۳۰ سانتیمتر دارد و در اعماق ۶۰۰ تا ۱۲۰۰ متری، جایی که فشار آب بین ۶۰ تا ۱۲۰ برابر بیشتر از سطح آب است زندگی می‌کند. زندگی در چنین عمق و فشاری باعث شده تا نتواند از کیسهٔ حاوی هوا برای شناور ماندن استفاده کند و با تکیه بر خاصیت چگالی خود که اندکی کمتر از آب است می‌تواند به سادگی و بدون صرف انرژی چندانی در نزدیکی بستر دریا شناور بماند. از اینرو فقدان نسبی ماهیچه‌ها یک نقطه ضعف برای این ماهی محسوب نمی‌شود و غذای آن که شامل سخت‌پوستان اعماق آب است اغلب به صورت شناور در اطراف آن یافت می‌شوند.این ماهی خودش بدون نیاز به جفت قادر به زاد و ولد هست.

## در فرهنگ عامه
به دلیل بدن کم چگالی حباب‌ماهی شکل آن درون و بیرون آب بسیار با هم تفاوت دارد و ظاهری شبیه به چهره انسان و البته بسیار غیر جذاب آن موجب ایجاد بحث‌های فراوانی در رسانه‌ها شده‌است.
در سال ۲۰۱۳ در یک نظرسنجی، حباب ماهی به عنوان «زشت‌ترین حیوان دنیا» انتخاب شد.